# Henryk Błachnio (fotograf)
Henryk Błachnio (ur. 1952, zm. 4 września 2016 w Swarzędzu) – polski artysta fotograf. Członek Okręgu Wielkopolskiego Związku Polskich Artystów Fotografików. Członek wrocławskiego Światowego Stowarzyszenia Artystów Fotografików i Twórców Audiowizualnych.

## Życiorys
Henryk Błachnio związany z wielkopolskim środowiskiem fotograficznym mieszkał i tworzył w Swarzędzu, był wykładowcą w Wyższej Szkole Nauk Humanistycznych i Dziennikarstwa w Poznaniu – fotografował od początku lat 80. XX wieku. Szczególne miejsce w jego twórczości zajmowała fotografia pejzażowa oraz fotografia reportażowa – w zdecydowanej większości dokumentująca życie społeczne, najważniejsze wydarzenia sportowe, kulturalne i religijne w regionie. Był autorem wielu cykli reportaży między innymi z podróży po Egipcie, Grecji, Hiszpanii, Izraelu, Portugalii, Tunezji, Turcji. 
Henryk Błachnio jest autorem i współautorem wielu wystaw fotograficznych; indywidualnych i zbiorowych (m.in. wspólnie z żoną Haliną Błachnio) oraz poplenerowych. Jego fotografie były prezentowane na wielu wystawach pokonkursowych – w Polsce i za granicą, na których otrzymywały wiele akceptacji, nagród, wyróżnień, dyplomów i listów gratulacyjnych (m.in. w Belgii, Japonii, Chinach, Francji, na Litwie). W 2007 roku został przyjęty w poczet członków Okręgu Wielkopolskiego Związku Polskich Artystów Fotografików z siedzibą w Poznaniu. Uczestniczył w pracach jury – w wielu ogólnopolskich oraz międzynarodowych konkursach fotograficznych. 
Henryk Błachnio zmarł po ciężkiej chorobie 4 września 2016 roku, pochowany 8 września na cmentarzu przy ul. Cmentarnej w Swarzędzu.

## Odznaczenia
- Platynowy Medal im. Jana Kilińskiego[5]

## Wystawy indywidualne
| Lp. | Tytuł wystawy                 | Miejsce                          | Data | Miejscowość | Kraj    |
| --- | ----------------------------- | -------------------------------- | ---- | ----------- | ------- |
| 1   | Obrazy z Ziemi Świętej        | Galeria SFV                      | 2000 | Swarzędz    | Polska  |
| 2   | Kompozycje                    | Euro Hotel                       | 2001 | Swarzędz    | Polska  |
| 3   | Wspomnienia z Tunezji         | Galeria SFV                      | 2004 | Swarzędz    | Polska  |
| 4   | Wierzby w pejzażu swarzędzkim | Galeria Zalasewo                 | 2005 | Zalasewo    | Polska  |
| 5   | Wariacje z motywem wierzby    | Galeria OK                       | 2006 | Swarzędz    | Polska  |
| 6   | Greckie sentymenty            | Galeria OK                       | 2006 | Swarzędz    | Polska  |
| 7   | Szuwary swarzędzkiego jeziora | Galeria Biblioteki Publicznej    | 2006 | Swarzędz    | Polska  |
| 8   | Twory natury                  | Galeria Wielokropek              | 2006 | Swarzędz    | Polska  |
| 9   | Sen o Grecji                  | Galeria OKiS                     | 2006 | Pobiedziska | Polska  |
| 10  | Barwy czasu                   | Stary Browar                     | 2007 | Poznań      | Polska  |
| 11  | Swarzędz i jego mieszkańcy    | Euro Hotel                       | 2007 | Swarzędz    | Polska  |
| 12  | Rytmy natury                  | Kino Hollywood                   | 2007 | Swarzędz    | Polska  |
| 13  | Prezentacja dorobku twórczego | Galeria ZPAF                     | 2007 | Warszawa    | Polska  |
| 14  | Barwy czasu                   | Muzeum w Uzarzewie               | 2007 | Uzarzewo    | Polska  |
| 15  | Morska repartyca              | Galeria Wielokropek              | 2007 | Swarzędz    | Polska  |
| 16  | Chiny - spojrzenie            | UAM – Ogród Botaniczny           | 2008 | Poznań      | Polska  |
| 17  | Spojrzenie na Chiny           | Galeria OKiS                     | 2008 | Pobiedziska | Polska  |
| 18  | Ludzie Chin                   | Galeria WSzHiD                   | 2008 | Poznań      | Polska  |
| 19  | Teatr Chiński                 | Filharmonia - Wrocławska         | 2008 | Wrocław     | Polska  |
| 20  | Teatr Chiński                 | Zamek Kórnicki                   | 2008 | Kórnik      | Polska  |
| 21  | Barwy czasu                   | Le Chateau du Barroux            | 2008 | Barroux     | Francja |
| 22  | Ludzie Chin                   | Pałac Działyńskich               | 2008 | Poznań      | Polska  |
| 23  | Zbliżenia                     | Biblioteka Raczyńskich           | 2008 | Poznań      | Polska  |
| 24  | Teatr Chiński                 | Aula Uniwersytecka               | 2008 | Poznań      | Polska  |
| 25  | Teatr Chiński                 | Państwowa Wyższa Szkoła Zawodowa | 2009 | Piła        | Polska  |
| 26  | Barwy czasu                   | Galeria Biblioteki Narodowej     | 2009 | Wrocław     | Polska  |
| 27  | Barwy ziemi                   | Galeria Plaza                    | 2009 | Poznań      | Polska  |
| 28  | Zwierzęta Równikowe           | Galeria Polan STO                | 2013 | Poznań      | Polska  |

Źródło

## Wystawy zbiorowe
| Lp. | Tytuł wystawy                  | Miejsce            | Data | Miejscowość |
| --- | ------------------------------ | ------------------ | ---- | ----------- |
| 1   | Zimowe rapsodie                | Galeria OK         | 2003 | Swarzędz    |
| 2   | Drzewo – oś świata             | MTP                | 2006 | Poznań      |
| 3   | Powietrze                      | Pałac Działyńskich | 2007 | Poznań      |
| 4   | Przyroda                       | Pałac Działyńskich | 2008 | Poznań      |
| 5   | Przestrzeń – ciało – zdarzenie | Stary Browar       | 2008 | Poznań      |
| 6   | I Przegląd Środowiskowy        | Galeria Polan STO  | 2008 | Poznań      |
| 7   | Przestrzeń - ciało – zdarzenie | Stara Galeria ZPAF | 2009 | Warszawa    |

Źródło

## Publikacje (autor zdjęć)
- Przenikanie
- Swarzędz i okolice
- Dolina Cybiny[9]
- Pobiedziska i okolice
- Kostrzyn i okolice[17]
- Sowy i hr. August Cieszkowski

Źródło

## Publikacje (współautor zdjęć)
- Dzieje Swarzędza
- Gminy powiatu poznańskiego

Źródło